# Šujica
Šujica är en ort i Bosnien och Hercegovina.   Den ligger i entiteten Federationen Bosnien och Hercegovina, i den centrala delen av landet, 90 km väster om huvudstaden Sarajevo. Šujica ligger 950 meter över havet och antalet invånare är 1 876.
Terrängen runt Šujica är huvudsakligen kuperad. Šujica ligger nere i en dal. Närmaste större samhälle är Tomislavgrad, 13,9 km söder om Šujica. 
Trakten runt Šujica består till största delen av jordbruksmark. Runt Šujica är det ganska tätbefolkat, med 93 invånare per kvadratkilometer.